# Le Tambour
Pour les articles homonymes, voir Le Tambour (homonymie).
Le Tambour (titre original en allemand : Die Blechtrommel) est un roman de Günter Grass paru en 1959 en allemand et en 1961 en français, dans une traduction de Jean Amsler publiée aux éditions du Seuil (une nouvelle traduction, de Claude Porcell, sort en 2009 chez le même éditeur). Le Tambour est le premier volume de la Trilogie de Dantzig que complètent Le Chat et la Souris (1961) et Les Années de chien (1963).
Le héros du roman, Oscar Matzerath, est un jeune garçon de Dantzig qui, à partir de l'âge de trois ans, refuse de grandir, et s'adjoint un tambour dont il ne se sépare plus. À travers son parcours, Grass dessine une fresque picaresque, truculente et sarcastique de l'Allemagne du Nord, de Dantzig à Düsseldorf, et de l'Empire allemand au Wirtschaftswunder, le miracle économique allemand d'après guerre.
Le roman a connu un succès planétaire lors de sa publication et est rapidement devenu un classique. Son influence sur la littérature mondiale est considérable. Il est reconnu comme l'un des plus grands romans allemands de l'après-guerre et l'un des ouvrages littéraires majeurs de la seconde moitié du XXe siècle.

## Contexte
Artiste et écrivain né à Dantzig, traumatisé par l'expérience de la Seconde Guerre mondiale — il avait 17 ans quand elle s'acheva — Grass se rapproche au début de sa carrière du Groupe 47, mouvement de reconstruction littéraire et intellectuelle dans l'Allemagne dévastée. Le jeune écrivain ne se reconnaît pas dans la Trümmerliteratur (« littérature des ruines »), genre dominant dont le héraut Heinrich Böll se sert afin d'évoquer avec pathos et réalisme les malheurs de l'immédiat d'après-guerre. Jugeant cette vision trop statique, Grass souhaite s'en écarter en partie pour aller vers un style plus expérimental sur l'exemple d'Arno Schmidt. Il pense depuis longtemps rédiger une œuvre s'inspirant lointainement de son histoire (l'un de ses oncles polonais avait notamment trouvé la mort lors du siège de la poste polonaise de Dantzig). En 1956, l'auteur lit le premier chapitre du Tambour aux membres du Groupe 47. Très impressionnés, ces derniers lui attribuent leur prix et l'argent de la récompense permet à Grass de séjourner trois années avec sa première épouse Anna Schwarz à Paris où il parachève la rédaction du roman près du canal Saint-Martin puis dans une petite chambre de la Place d'Italie sur une machine à écrire Olivetti,. L'écriture du livre évolue au gré de ses rencontres parisiennes : il fréquente les milieux intellectuels de Saint-Germain-des-Prés, découvre le nouveau roman et se lie d'amitié avec Paul Celan qui l'incite à lire François Rabelais. L'influence de Rabelais est déterminante sur le jeune auteur. Dans le Paris de la fin des années 1950, Grass prend position pour Albert Camus dans la querelle l'opposant à Jean-Paul Sartre. En 1959, il revient en Allemagne où Le Tambour est publié. Très vite le succès fulgurant du livre dépasse les frontières allemandes et apporte une notoriété mondiale à son auteur.

## Résumé de l'œuvre
Le roman se présente sous la forme d'une autobiographie, celle d'un personnage nommé Oscar Matzerath, né en 1924, qui écrit ses mémoires alors qu'il est interné dans un asile d'aliénés entre 1952 et 1954. En consultant un album de photographies, plusieurs souvenirs de sa jeunesse lui reviennent qui l'incitent à raconter son histoire. 

### Livre premier
Avant même d'être conçu, Oscar était doté d'une intelligence extraordinaire. Ses souvenirs remontent bien plus loin que sa naissance : le livre débute en effet avec la rencontre de sa grand-mère et de son grand-père. La propre naissance du narrateur se fait sous la forme d'une « ampoule de 60 watts » dans la Ville libre de Dantzig. Seule la promesse d'un tambour offert pour son troisième anniversaire le convainc de ne pas retourner dans le ventre de sa mère. Oscar est, en outre, doué d'une faculté étonnante : il émet un cri si perçant qu'il peut, à distance, briser le verre. À l'occasion de ses 3 ans, il reçoit le petit tambour en fer blanc tant convoité et renonce à rejoindre le monde des adultes tant est grand son mépris pour l'hypocrisie et la médiocrité qu'il constate chez ces derniers : par le simple effet de sa volonté, il interrompt le processus naturel de sa propre croissance. Il met en scène une grave chute dans la cave pour faire croire à ses parents que cet accident est la cause de l'arrêt de sa croissance.
Ainsi, tout le long de la première partie du roman, Oscar est témoin de la montée du nazisme, et assiste, silencieux, aux premières persécutions des Juifs. Il vit quelques histoires d'amour en conservant l'apparence d'un enfant de trois ans, perpétuellement et jalousement accroché à son petit tambour.
Oscar considère qu'il a deux pères présumés : Alfred, membre du NSDAP et mari de sa mère, et Jan, citoyen polonais de la ville et amant de sa mère. Sa mère meurt, désespérée, à la suite d'une ingestion de poissons.

### Livre deuxième
Après la mort de son père Jan lors de l'assaut de la poste polonaise de Dantzig par l'armée allemande, Alfred épouse en secondes noces Maria, une jeune femme qui a secrètement offert à Oscar sa première expérience sexuelle aboutie. Maria donne naissance à Kurt, fils naturel (présumé) d'Oscar. Mais très vite, ce fils qui persiste à continuer de grandir déçoit son père biologique.
Pendant la guerre, Oscar retrouve son ami et mentor Bebra, le lilliputien, qui le fait intégrer une troupe d'artistes nains chargée de divertir les troupes allemandes sur le front. C'est à cette occasion qu'il fait la connaissance de la charmante naine Roswitha Raguna qui devient son deuxième amour. Mais, quand, à l'occasion du débarquement de Normandie, Roswitha est tuée par les soldats alliés, Oscar rejoint sa famille à Dantzig, où il devient le chef d'une bande de jeunes malfaiteurs. La police finit par arrêter la bande mais Oscar, qui parvient à se faire juger irresponsable, échappe à la pendaison.
Les troupes soviétiques s'emparent bientôt de Dantzig, et Alfred, le père présumé d'Oscar, meurt en s'étouffant avec l'insigne nazi qu'il avait tenté de dissimuler en l'avalant. Maria est alors courtisée et demandée en mariage par Monsieur Fajngold, un Juif rescapé des camps de la mort. Mais elle refuse sa proposition. Alors que le corps d'Alfred Matzerath est mis dans une fosse, Kurt lance une pierre sur Oscar. Ce dernier chute sur la dépouille de son père. Cet accident lui fait reprendre, à 20 ans passés, le cours naturel de sa croissance - bien qu'il affirme avoir décidé lui-même de reprendre sa croissance avant le choc. Alors qu'il grandit à nouveau, une bosse se dessine sur son dos. Oscar quitte Dantzig pour Düsseldorf, accompagné de Maria, sa belle-mère devenue veuve et de Kurt, leur fils.

### Livre troisième
Arrivé à Düsseldorf, Oscar découvre alors une Allemagne anéantie où le marché noir règne en maître. Il devient modèle d'académies et travaille comme graveur de pierres tombales.
Installé dans une chambre louée, il tombe amoureux de sœur Dorothée, une voisine infirmière, mais ne parvient pas à la séduire. Faisant la rencontre d'un de ses voisins, Klepp, il reprend son tambour abandonné le jour de l'enterrement de Matzerath, et s'associe avec son voisin trompettiste pour composer un groupe de jazz qui se produira dans le cabaret la Cave aux Oignons, où les clients pèlent des oignons pour pleurer. Un jour, tandis qu'il marche à travers un champ, il découvre un doigt coupé : celui de sœur Dorothée qui a été assassinée ; Oscar accepte alors de se laisser accuser du meurtre. Les enquêteurs arrêtent  le vrai coupable et Oscar est seulement jugé fou parce qu'il a conservé le doigt comme une idole. Il est interné dans un asile psychiatrique où il écrit ses mémoires à plus de 30 ans. Alors qu'Oscar est interné, l'Allemagne connaît le miracle économique. Le livre finit par l'annonce de sa libération prochaine.

## Analyse

### Caractéristique générale
Le Tambour constitue les mémoires d'Oscar Matzerath. Il est cité comme caractéristique du style de Günter Grass, marqué par une profusion romanesque, l'exubérance vertigineuse du langage et un détournement des codes de la fiction. L'auteur fonde une exploration tortueuse, satirique et dramatico-bouffonne de l'Histoire, la mémoire et la culpabilité,. Il utilise par ailleurs le registre de la bizarrerie, l'humour dissonant et la cacophonie.

### Roman picaresque
Le Tambour correspond sur plusieurs points au roman picaresque des littératures espagnole et allemande (Schelmenroman) : antihéros, origine modeste, narration rétrospective, utilisation de la première personne du singulier, voyages , changements de milieux et évolution du protagoniste dans une société en crise. L'auteur rappelle l'importance de l'héritage maure et arabe sur le genre. Il explique : « Le héros picaresque hésite toujours entre la folie ou la bouffonnerie d'un côté, la perspicacité ou la clairvoyance de l'autre; les deux en un seul personnage qui prend sur lui les contradictions d'une époque et les fait éclater par l'ironie. L'héroïque brisé par l'ironie, le grand par le petit. Les possibilités offertes par cette forme littéraire me semblent appropriées pour focaliser des époques tourmentées dans des figures comme celle d'Oscar dans Le Tambour. ».

### Dimension du conte
Par ses recherches formelles et son propos, l'œuvre trahit l'influence de l'absurde et du Nouveau roman. La forme du conte moral se rapproche de Jean Paul, Voltaire et Jonathan Swift car l'étude sociale s'accompagne chez eux d'une satire de l'époque mais aussi d'une fantaisie débridée, d'un humour caustique et d'une ironie mordante. L'empreinte de William Faulkner se décèle, quant à elle, dans l'emprise du terroir sur la fiction, le jeu sur les voix narratives et le recours à l'irrationnel. Grass affirme également devoir beaucoup aux Essais de Michel de Montaigne pour « leur connaissance de l'irrationnel ».

### Antiroman
Le récit du Tambour est porté, comme dans l'antiroman (Tristram Shandy notamment), par un narrateur non-fiable : Oscar raconte rétrospectivement son histoire d'un asile psychiatrique. À l'instar d'Euphues de John Lyly et des Aventures du baron de Münchhausen de Rudolf Erich Raspe, le lecteur est mis à contribution des délires du narrateur et met en cause ce qui paraît invraisemblable mais lui est présenté comme fait véridique (fœtus doté d'une extraordinaire intelligence, voix ayant le pouvoir de briser le verre, lilliputiens hors du temps etc.). Le pacte de croyance du lecteur est mis à mal à travers un jeu de miroir dans lequel vérité et mensonge se confondent.

### Temporalité et spatialité
L'ouvrage se compose de trois livres dans lesquels la clarté de l'intrigue s'efface au gré d'une écriture aux strates multiples. Trois époques se succèdent : l'histoire des aïeuls d'Oscar à Dantzig, les aventures de ce dernier de sa naissance à son 30e anniversaire et son départ pour une nouvelle vie en Allemagne de l'Ouest. Le récit condense une série de tableaux pittoresques et exubérants. Le premier livre reste le plus célèbre de l'histoire littéraire. Oscar y raconte la rencontre particulière, dans un champ de pommes de terre, de ses grands-parents : la géante Anna Bronski et Josef Koljaiczek, déserteur petit et trapu de l'armée prussienne, qui se réfugie sous ses jupes et conçoit leur fille Agnes. De manière symbolique, mythologique et burlesque, deux forces de la nature (la déesse-mère et le feu imprévisible) s'unissent et engendrent une lignée merveilleuse.
Grass traite de l'évolution de Dantzig sur plusieurs périodes historiques (Prusse-Orientale sous les Hohenzollern, constitution de la ville-État et du corridor de Dantzig, annexion de la ville au IIIe Reich, arrivée de l'Armée rouge, émigration forcée des Flüchtlinge, les Allemands implantés à l'est), jusqu'à l'installation d'Oscar à Düsseldorf où il mène une vie de bohème et vit du marché noir. Le romancier puise son inspiration dans le terroir polonais et la culture cachoube. Les Koljaiczek, Bronski et Matzerath traversent près d'un siècle d'histoire. À travers leur parcours, se dessine une cartographie disparate et morcelée de l'ancien empire allemand. La généalogie d'Oscar est en réalité représentative du métissage linguistique et ethnique de l'ancien empire allemand que tente de rebâtir Hitler (le « Reich de mille ans ») et se voit anéanti par les massacres orchestrés par les Nazis et l'invasion du territoire par l'Armée rouge en 1945. Les événements historiques sont vus du bas, à la fois physique et social. Par exemple, lorsqu'Oscar part en Normandie en juin 1944 où il est entraîné dans le tumulte du Débarquement, il divertit les troupes de la Wehrmacht comme nain de cirque. Le romancier représente une forme déconcertante de banalité du mal et de retour du refoulé. Il déconstruit la vision rationaliste, jugée trop limitée, de l'Histoire. En effet, il en montre le caractère circulaire et chaotique afin d'en révéler la dimension absurde, légendaire et monstrueuse,. La marche du temps devient une parade macabre. Des créatures inquiétantes, sur le plan physique comme moral, ne cessent de défiler sous les yeux du lecteur.
Dans le roman, la grande histoire est souvent signifiée par la petite : des détails infimes rendent compte du contexte d'époque (le portrait de Ludwig van Beethoven au-dessus du piano, supplanté par celui du Führer etc.).

### Thème central
Au même titre que l'Allemagne d'alors, Oscar qui a deux pères et deux origines (est et ouest) est en quête d'un véritable modèle paternel et spirituel. Il reçoit en rêve la visite de Raspoutine et Johann Wolfgang von Goethe qui tournent le carrousel dans lequel il s'amuse. Au second qui symbolise le triomphe de la raison, Oscar préfère nettement le premier qui représente la pensée magique mais également sa face sombre. Ce choix laisse présager la suite de l'histoire. L'âge des ténèbres est annoncé de manière prophétique par Bebra, le lilliputien séculaire qui devient le mentor d'Oscar. L'écrivain sonde la conscience d'une nation coupable et retranscrit le basculement d'une société germanophone mais non-allemande, les habitants de Dantzig, dans le nazisme, plus par conformisme petit bourgeois que par aveuglement. Le romancier traite également du sort des Flüchtlinge et évoque la misère allemande dans l'immédiat d'après-guerre et l'emprise du marché noir. Sans aucun jugement tranché, aucune amertume ni aucun manichéisme, Grass tend plus généralement un miroir à ses lecteurs sur la soumission intéressée, la perversité ordinaire et le caractère corrompu de l'homme, ce qui crée un sentiment de malaise. Oscar par exemple, qui dit être un être supérieur, rejette avec violence l'hypocrisie et les compromissions des adultes. Cependant, il finit par s'y conforter et montre sa nature ordinaire en se comportant de manière égoïste et opportuniste. Il reste indifférent devant la persécution des juifs et des Polonais par les nazis, profite de la guerre pour devenir circassien et provoque plus ou moins directement la mort de sa mère Agnes, son cousin polonais et père officieux Jan, son père officiel Alfred ou encore sa maîtresse italienne, la lilliputienne Roswitha Raguna. Comme les nains de la mythologie germanique, Oscar personnifie à la fois le bien et le mal et devient l'image d'une Allemagne en mutation. Lorsqu'il grandit à nouveau, au moment du miracle économique allemand, il devient bossu à l'instar de la nouvelle République fédérale, pressée d'enterrer son passé nazi pour s'adonner au libéralisme économique.

### Réalisme et merveilleux
À travers l'histoire du protagoniste qui feint une chute pour ne plus grandir à l'âge de 3 ans et devient un Nibelung, l'auteur abolit la frontière entre merveilleux, réalisme, fantasme, monde quotidien, rêve et délire. Le fantastique et l'extraordinaire (arrêt volontaire de croissance, intervention divine, voix vitricide, personnages traversant le temps et les âges comme Bebra, mémoire précédant la naissance du narrateur etc.) sont présentés par Oscar comme parfaitement normaux, voire banals. Le lecteur voit sa capacité de croyance mise à l'épreuve dans la mesure où l'improbable lui est présenté comme vérité irréfutable. Le symbolisme, présent dans la relecture grivoise et irrévérencieuse de la mythologie germanique et d'éléments bibliques (livre de la Genèse, Apocalypse, prophète et prophéties), jalonne également le roman. Ce dernier réfute toute lecture purement rationnelle et objective de la réalité. En proposant une vision du réel élargie par l'irrationnel (mythe, allégorie), Le Tambour préfigure les thèmes et l'esthétique du réalisme magique latino-américain des années 1960 et du réalisme hallucinatoire (en).

### Référence biblique
L'histoire d'Oscar se conçoit comme une relecture parodique du mythe de Jésus-Christ : la grand-mère « Anna » (sainte Anne) et le grand-père « Josef » (saint Joseph) donnent naissance à « Agnes » (l'agneau pascal). Comme le Christ, Oscar a deux pères dont l'un se nomme « Jan » (saint Jean). Plus tard, il fait un fils à « Maria » (la Vierge Marie) et l'enfant a lui aussi deux pères. Doué de pouvoirs miraculeux, Oscar tente d'entrer en communication avec une statue de Jésus qui reste inanimée. Dans une hallucination du protagoniste, le petit Jésus va prendre vie et proposer une passation de pouvoir.

### Techniques

#### Mélange des genres et des registres
L'œuvre est réputée pour son originalité de structure et de langage : emphase allant volontairement jusqu'au ridicule, néologismes, hyperboles, métaphores, syntaxe disloquée. Grass revendique l'influence du baroque littéraire allemand, du dada et de l'expressionnisme sur son style,. Le roman compte plusieurs images hallucinatoires (anguilles s'enroulant dans une tête de cheval décomposée, statue de l'enfant Jésus s'animant et apostrophant Oscar etc.). Par ailleurs, il se démarque par son hybridité fictionnelle : roman picaresque, saga familiale, anti-Bildungsroman, écriture épique, parodie littéraire, parabole sur l'origine et le mal, pastiche de la Genèse… Le romancier s'essaie à des recherches de style dans lesquelles plusieurs récits, discours et types d'écriture s'enchevêtrent par collage : journal intime, mémoires, diagnostics médicaux, chansons, poèmes, formules de conte (« Il était une fois »).

#### Dédoublement de la voix narrative
Le principal dispositif du Tambour consiste à dédoubler le point vue narratif : le protagoniste parle indifféremment à la première et à la troisième personne du singulier sans qu’aucune
motivation ne guide son choix ni ne rompe la logique d'énonciation (pas de signalement de changement de narrateur ou de glissement vers un autre locuteur). En effet, Oscar dit tantôt « je » ou est tantôt raconté par un « il » omniscient d'une phrase à l'autre, voire parfois dans la même phrase. Si Grass n'invente pas cette technique de dédoublement de la voix narrative et d'alternance des pronoms personnels (précédemment utilisée par William Faulkner, Claude Simon ou Max Frisch entre autres), il renouvelle son utilisation dans une écriture qui rend sensible le trouble de la personnalité du narrateur et abolit la frontière entre perception objective et délire d'un moi fragmenté jusqu'à la confusion et au non-sens,. De plus, le point de vue rétrospectif du roman (Oscar racontant son histoire d'un asile)permet de briser le récit linéaire et de faire d'incessantes allées et venues entre le passé et le présent. L'enjeu ne réside plus dans la progression dramatique car la fin de l'histoire est révélée d'emblée. La sphère imaginaire, le caractère circulaire et chaotique de la fiction, l'abondance d'anecdotes tirées autant du quotidien que de la grande histoire et l'acuité de l'observation psychologique et sociale sont mis sur le même plan.

### Humour
L'humour sarcastique est fréquent et les provocations sont régulières (blasphème, anticléricalisme, obscénité). La critique universitaire évoque un inventaire encyclopédique de citations littéraires, tournées en ridicule. Le goût du grotesque et du carnavalesque, hérité de Rabelais, est notable. Le syncrétisme, l'allégorie et la référence aux classiques sont malmenés par effet d'accumulation, de dissonance et de discordance de ton comme dans la littérature burlesque.

## Postérité

### Réception
Le personnage d'Oscar Matzerath est considéré, par plusieurs lecteurs, comme l'un des héros les plus marquants de la littérature du XXe siècle. Il a souvent été comparé à Simplicius des Aventures de Simplicius Simplicissimus de Hans Jakob Christoffel von Grimmelshausen, Meursault de L'Étranger d'Albert Camus et Bardamu du Voyage au bout de la nuit de Louis-Ferdinand Céline
.
Aujourd'hui cité par la critique littéraire et universitaire comme une pièce maîtresse de la littérature allemande en particulier et de la littérature en général, Le Tambour est défini comme le chef-d'œuvre de son auteur. Il a permis à Günter Grass d'entrer, de son vivant, dans la liste des 100 meilleurs livres de tous les temps en 2002.

### Influence
Le roman a eu une influence majeure sur de nombreux écrivains importants du XXe siècle et du XXIe siècle à l'instar de Salman Rushdie qui en reprend certains thèmes et motifs stylistiques dans Les Enfants de minuit et Les Versets sataniques,. De même, l'Américain John Irving rend souvent hommage à travers ses œuvres au Tambour dans lequel il puise son inspiration,,. Le romancier péruvien et espagnol Mario Vargas Llosa considère également Le Tambour comme l'un « des plus grands romans du siècle passé. »,. De son côté, Hans Magnus Enzensberger déclare qu'avec ce roman, Grass est devenu en Allemagne « un empêcheur de tourner en rond, un requin au milieu des sardines, un solitaire et un sauvage dans notre littérature domestiquée, et son livre est un pavé comme le Berlin Alexanderplatz de Döblin, comme le Baal de Brecht, un pavé sur lequel les critiques et les philologues vont avoir à ronger pendant au moins dix ans, jusqu’à ce qu’il soit à point pour la canonisation ou l’oubli.. ».
Comme l'expliquent Gaby Bois et l'écrivain turc Orhan Pamuk, l'empreinte du Tambour sur le Colombien Gabriel García Márquez a été déterminante dans son utilisation renouvelée du réalisme magique pour Cent ans de solitude,. Pamuk explique par ailleurs que l'ouvrage, qui parut dans une traduction turque au cours des années 1970, créa la surprise dans son pays au sein de l'arrière-garde littéraire, respectueuse d'un certain réalisme social, qui découvrit alors qu'on pouvait écrire un roman à la fois « expérimental et grand public ». Il ajoute que ce roman a, de manière globale, appris à tout bon auteur à privilégier la créativité, sans se soucier du caractère politique, de la cruauté ou de l'aspect difficilement supportable de l'histoire racontée. Le Portugais José Saramago et le Français Michel Tournier déclarent que la vision de Grass, entre autres celle du Tambour et de
toute la Trilogie de Dantzig a modifié leur rapport à la littérature,,,,,,. Le Sud-Africain J. M. Coetzee a, quant à lui, écrit plusieurs textes critiques sur les écrivains et ouvrages qu'il l'ont influencé parmi lesquels l'auteur du Tambour qu'admirent également Nadine Gordimer et António Lobo Antunes,.
Lorsque le prix Nobel de littérature est décerné au romancier allemand en 1999, l'Autrichienne Elfriede Jelinek déclare : « Le Tambour a été pour nous, les auteurs qui nous réclamions d'une activité expérimentale, quelque chose d'incontournable. [...] Le début du Tambour est l'une des plus grandes ouvertures de roman dans toute l'histoire de la littérature. »,. Le Japonais Kenzaburō Ōe cite Grass parmi ses écrivains préférés et le Chinois Mo Yan confesse qu'Oscar Matzerath est son héros de roman favori,.

### Adaptation et continuation
Ce roman a fait l'objet d'une adaptation cinématographique réalisée par Volker Schlöndorff en 1979, récompensée par la palme d'or au 32e Festival de Cannes et l'oscar du meilleur film en langue étrangère. L'affiche du film, qui sert également de couverture pour l'édition française (Points-Seuil), a été dessinée par Roland Topor.
Avec son roman d'anticipation La Ratte (1985), Grass retrouve le personnage d'Oscar Matzerath qui, devenu quinquagénaire, revient à Dantzig pour célébrer le 107e anniversaire de sa grand-mère après une catastrophe nucléaire.

### Prix
Le Tambour a obtenu le prix du Groupe 47 en 1956 pour son premier chapitre et le Prix du Meilleur livre étranger en 1962. Günter Grass a quant à lui reçu le prix Georg-Büchner en 1965 puis le prix Princesse des Asturies et le prix Nobel de littérature en 1999 pour l'ensemble de son œuvre.